# Ніл Мохан
Ніл Мохан (англ. Neil Mochan, 6 квітня 1927 — 28 серпня 1994) — шотландський футболіст, що грав на позиції нападника. Відомий за виступами в низці шотландських клубів, найбільш відомий за виступами в складі «Селтіка», у складі якого він ставав чемпіоном Шотландії, володарем Кубка Шотландії, та двічі — володарем Кубка шотландської ліги. Виступав також у складі збірної Шотландії, зокрема на чемпіонаті світу 1954 року.

## Клубна кар'єра
Ніл Мохан народився у 197 році у селі Каррон неподалік Фолкерка. Розпочав виступи на футбольних полях у 1944 році в клубі другого шотландського дивізіону «Грінок Мортон», в якій провів сім сезонів, ставши кращими бомбардиром другого шотланського дивізіону сезону 1949—1950 років. У 1951 році Мохан отримав запрошення від англійської команди «Мідлсбро», у складі якої зіграв 38 матчів за два роки, відзначившись 14 забитими м'ячами.
У 1953 році Ніл Мохан повертається до Шотландії, та стає гравцем одного із її найсильніших клубів — «Селтіка» з Глазго. Вже в першому сезоні футболіст у складі нової команди стає чемпіоном Шотландії та володарем Кубка Шотландії. Надалі в складі «Селтіка» Мохан ще двічі ставав володарем Кубка шотландської ліги. За сім сезонів у складі команди з Глазго Мохан зіграв 191 матч у чемпіонаті, в яких відзначився 82 забитими м'ячами.
Протягом 1960—1963 років захищав кольори клубу «Данді Юнайтед», за який зіграв 69 матчів, у яких відзначився 30 забитими м'ячами. У 1963—1964 роках грав у складі команди «Рейт Роверс», після чого завершив виступи на футбольних полях. Після завершення кар'єри футболіста Мохан повернувся до «Селтіка», де тривалий час входив до складу тренерського штабу команди
Помер Ніл Мохан 28 серпня 1994 року у місті Фолкерк.

## Виступи за збірну
1954 року дебютував в офіційних матчах у складі національної збірної Шотландії. Протягом кар'єри у національній команді, яка тривала 2 роки, провів у її формі 3 матчі. У складі збірної був учасником чемпіонату світу 1954 року у Швейцарії.

## Титули і досягнення
- Чемпіон Шотландії (1):

«Селтік»: 1953–1954
- Володар Кубка Шотландії (1):

«Селтік»: 1953—1954
- Володар Кубка шотландської ліги (2):

«Селтік»: 1956—1957, 1957—1958